# Таннхаузен (графство)
Таннхаузен или Таннгаузен (нем. Thannhausen) — графство в южной части Священной Римской империи, на территории современной земли Бавария, с центром в городе Таннхаузен. Создано в 1711 году и принадлежало роду Штадион до роспуска империи в 1806 году.
Средневековый Таннхаузен представлял собой крохотное феодальное владение под управлением собственной династии, подчиненное герцогу Швабии. Позднее эта территория находилась под властью князей-епископов Аугсбурга и графов Зинцендорф, пока в 1705 г. не перешла в собственность барона Штадион, удостоенного по этому случаю места в коллегии имперских выборщиков и титула имперского графа. С началом большой медиатизации графство Штадион-Таннхаузен было поглощено Баварией.

## Внешние ссылки
- Карта Баварии в 1789 г. с указанием владения Таннхаузен